# بائوتو

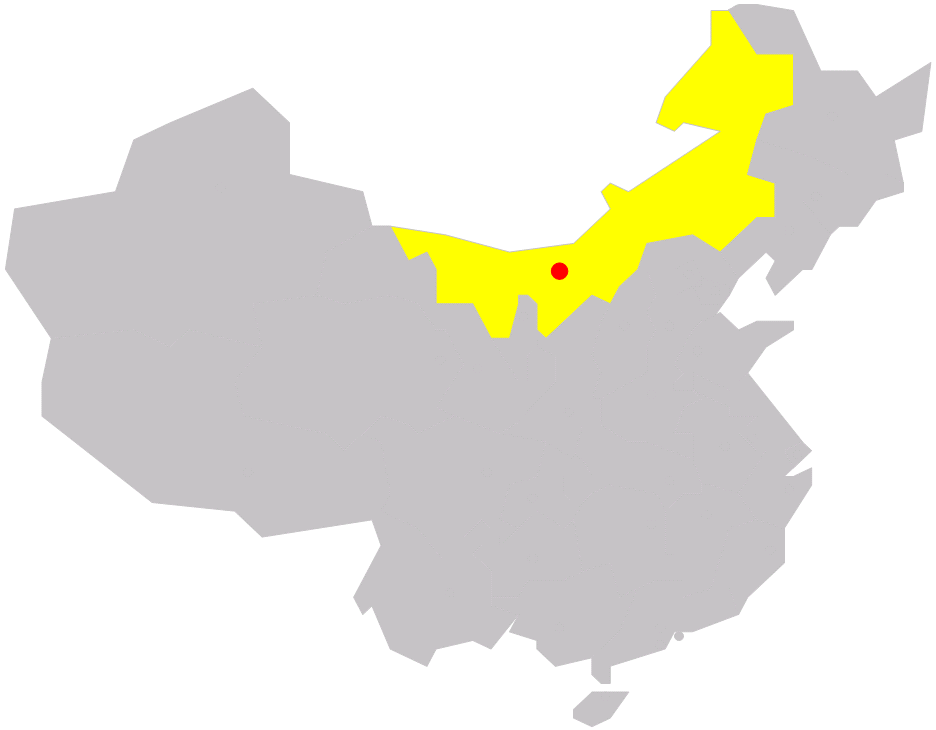
بائوتو در نقشه چین.

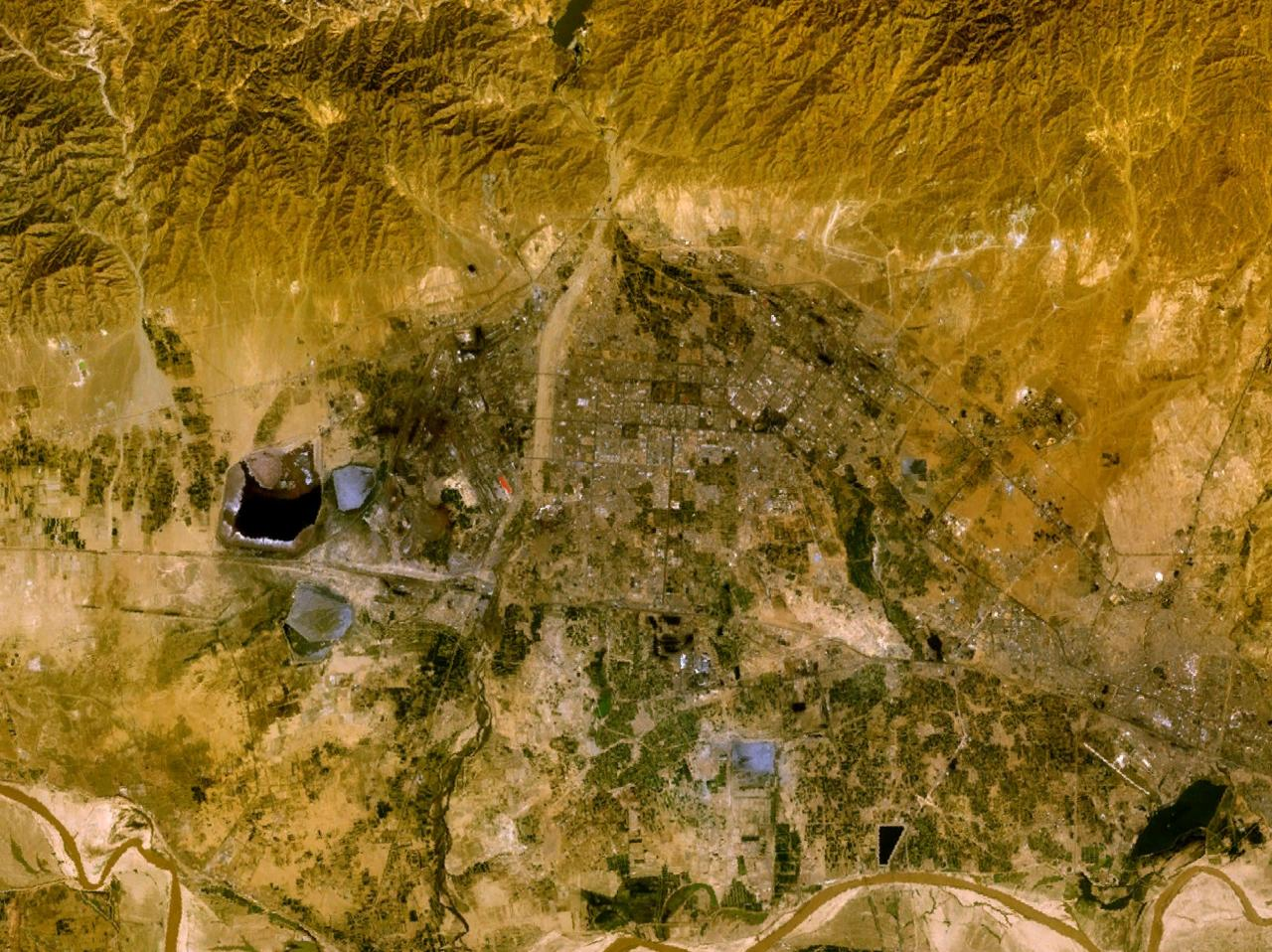
تصویر ماهواره‌ای بائوتو.

بائوتو (به زبان مغولی: ᠪᠤᠭᠤᠲᠤ ᠬᠣᠲᠠ، به لاتین: Buɣutu qota، معادل سیریلیک: Бугат хот)(به چینی: 包头市، به پین‌یین: Bāotóu Shì) یک شهر در سطح ولایت در جمهوری خلق چین است که در مغولستان داخلی واقع شده‌است. جمعیت آن در سال ۲۰۰۸ میلادی برابر ۱٬۳۲۳٬۵۶۵ نفر تخمین زده شده است. جمعیت آن با حومه بیش از یک میلیون و هفتصد و پنجاه هزار نفر است.
بائوتو بزرگترین شهر مغولستان داخلی در شمال چین است.